# Judith Rakers
Judith Rakers est une journaliste et présentatrice allemande née le 6 janvier 1976 à Paderborn.

## Biographie
De janvier 2004 au 17 janvier 2010, elle présente le Hamburg Journal pour la chaîne de télévision locale NDR.
Depuis 2005, elle présente Tagesschau le JT de la chaîne ARD. Elle anime aussi fréquemment le bulletin de nouvelles dans le Tagesthemen.
Depuis le 3 septembre 2010, Rakers présente aux côtés de Giovanni di Lorenzo le talk-show 3 nach 9.
En mai 2011, elle présente la 56e édition du Concours Eurovision de la chanson 2011 à Düsseldorf en compagnie de Stefan Raab et de Anke Engelke.